# 13302 Kezmoh
13302 Kezmoh eller 1998 RO31 är en asteroid i huvudbältet som upptäcktes den 14 september 1998 av LINEAR i Socorro County, New Mexico. Den är uppkallad efter Lorren J. Kezmoh.
Asteroiden har en diameter på ungefär 3 kilometer.